# Coleiro-do-brejo
O coleiro-do-brejo (Sporophila collaris) é uma espécie de ave da família Thraupidae, anteriormente classificados na família Emberizidae.
É encontrado na Argentina, Bolívia, Brasil, Paraguai e Uruguai. Os seus habitats naturais são prados de terras baixas subtropicais ou tropicais sazonalmente úmidos ou inundados, pântanos e florestas secundárias altamente degradadas.